# Georg Friedrich Grohe
Georg Friedrich Grohe ((auch: Grohé), * 1750 in Elberfeld; † 1820 in Neustadt an der Haardt) war ein deutscher Kaufmann.
Er war leitend tätig im Garnhandelsgeschäft Wichelhausen & Grohe, an dem bereits sein Vater schon als Schwiegersohn eingetreten war. 1774 nahm er an dem berühmten „Elberfelder Treffen“ mit Goethe, Lavater, Jacobi, Jung-Stilling und anderen im Hause von Anton Philipp Caspari teil. 1776 trat er in die Elberfelder Lesegesellschaft ein. Er war befreundet mit Jung-Stilling und dem Aufklärer Engelbert vom Bruck, mit dem er sowohl intellektuelle als auch geschäftliche Interessen teilte.
1788 zog Grohe mit seiner Familie nach Neustadt und war dort in den Unternehmungen seines Schwiegervaters aktiv.
Ab 1800 war er für zwei Jahre als Maire tätig.